# Bertie Peacock
John Robert „Bertie“ Peacock (* 29. September 1928 in Coleraine; † 22. Juli 2004 in Belfast) war ein nordirischer Fußballspieler und -trainer.

## Sportlicher Werdegang
Peacock begann seine Karriere beim Coleraine FC in seiner Heimatstadt, bei dem er als Nachwuchsspieler zum Einsatz kam. Nach einem Wechsel zum Glentoran FC weckte er das Interesse des schottischen Klubs Celtic Glasgow, der ihn 1949 verpflichtete. Bei seiner neuen Mannschaft entwickelte er sich zur Stammkraft in der Defensive und erhielt aufgrund seines unermüdlichen Einsatzes den Spitznamen „The Ant“ (deutsch: Die Ameise). 1954 gewann er an der Seite von Bobby Evans, Willie Fernie und Neil Mochan den schottischen Meistertitel, hinzu kamen in seiner bis 1961 andauernden Zeit für den Glasgower Klub jeweils zwei Pokal- und Ligapokalerfolge. Anschließend kehrte er nach Nordirland zu seinem Heimatverein Coleraine FC zurück, bei dem er seine Karriere ausklingen ließ.
1951 hatte Peacock in der nordirischen Nationalmannschaft debütiert. Mit der Auswahlmannschaft qualifizierte er sich als Gruppensieger vor Italien für die Weltmeisterschaft 1958, die erste Endrundenteilnahme in der Geschichte der Nationalelf. Dort bestritt er alle Gruppenspiele inklusive des Entscheidungsspiels gegen die punktgleiche Tschechoslowakei um den zweiten Tabellenplatz hinter Deutschland. Mit dem 2:1-Erfolg kam die Auswahlmannschaft unter die letzten Acht, bei der 0:4-Niederlage gegen Frankreich zwei Tage später wirkte er jedoch nicht mit. Zeitgleich mit seinem Abschied von Celtic beendete er 1961 nach 31 Länderspielen und zwei Länderspieltoren seine Nationalmannschaftskarriere.
1962 übernahm Peacock von Peter Doherty das Traineramt bei der nordirischen Nationalelf. Unter seiner bis 1967 andauernden Amtszeit debütierten Pat Jennings und George Best in der Mannschaft, eine zweite Turnierteilnahme blieb jedoch verwehrt. Parallel engagierte er sich bei seinem Heimatverein Coleraine FC. Er gehört zu den Initiatoren des Jugendturniers Milk Cup, 1986 wurde er für seine Verdienste um den Fußball zum Member of the Order of the British Empire ernannt.
Kurze Zeit nachdem Peacock im Anschluss an eine Hüftoperation einen Herzinfarkt erlitten hatte verstarb er im Anschluss an einen zweiten Herzinfarkt im Alter von 75 Jahren.

## Erfolge

### Als Spieler
- 1953: Coronation Cup (mit Celtic Glasgow)
- 1954: Schottischer Meister (mit Celtic Glasgow)
- 1951, 1954: Schottischer Pokalsieger (mit Celtic Glasgow)
- 1957, 1958: Schottischer Ligapokalsieger (mit Celtic Glasgow)
- 1969: Blaxnit Cup (mit Coleraine F.C.)

### Als Trainer
- 1974: Irischer Meister (mit Coleraine F.C.)